# Triopasites spinifera
Triopasites spinifera är en biart som beskrevs av Rozen 1997. Triopasites spinifera ingår i släktet Triopasites och familjen långtungebin. Inga underarter finns listade i Catalogue of Life.